# A'wesome
A'wesome é um EP de 2016 da cantora sul-coreana Hyuna, seu primeiro como artista solo desde a separação do grupo 4Minute. Foi lançado em 1 de agosto de 2016 pela Cube Entertainment e distribuído pela Universal Music. O EP consiste em seis músicas em coreano, incluindo o single "How's This?".

## Separação do 4Minute
O grupo feminino 4minute terminou em junho de 2016. As quatro Jihyun, Gayoon, Jiyoon e Sohyun sairam da Cube Entertainment após o término do contrato. Hyuna foi a única a renovar seu contrato com a agência e continuaria sua carreira como artista solo.

## Lançamento e promoção
Mais tarde, em julho, a Cube confirmou que Hyuna retornaria como artista solo em 1º de agosto, com o lançamento de seu quinto mini-álbum A'wesome. Em 25 de julho, Hyuna soltou as primeiras imagens teaser que foram tiradas em Bali, na Indonésia. Também foi revelado que Hyuna estaria promovendo a faixa-título "How's This?". Em 28 de julho, Hyuna criou seu canal oficial do YouTube, e postou um video de uma medley com os destaques de seu futuro EP.
Em 1º de agosto, o EP foi lançado para download digital em diferentes portais de música. O videoclipe de "How's This?" também foi lançado no mesmo dia. Foi dirigido por Hong Won-ki da Zanybros, e foi ambientado em uma festa de um clube que contou com cem dançarinos. "How's This?" ficou no topo de vários charts musicais em tempo real após seu lançamento, e o videoclipe alcançou mais de 2 milhões de visualizações em 24 horas.
Hyuna fez sua primeira apresentação em programa musical no Music Bank em 5 de agosto. A música "Do It" foi considerada imprópria para transmissão pela KBS porque as letras continham uma expressão vulgar.
Em 22 de agosto de 2016, um vídeo da música "Morning Glory" foi lançado no canal da Hyuna no YouTube, com clipes dos bastidores da criação do álbum.

## Composição
As músicas do álbum variam de hip-hop a música indie. A faixa-título do álbum, "How's This?", É uma música com gênero de hip hop tocada em riff de saxofone e com um som de baixo. Foi produzida por Seo Jaewoo, que também produziu músicas anteriores de Hyuna, como "Red" e "Roll Deep". "Wolf" é uma faixa de hip-hop emocional que tem participação do rapper Hanhae. "U&Me" é descrita como uma música leve em uma batida fácil. "Morning Glory" é uma música de estilo indie produzida pelo cantor e compositor Seonwoo Jeong-a, com participação do músico indie, Qim Aisle. "Flirt" é uma música com uma batida trap. "Do It!" é produzida por Seo Jaewoo, Big Sancho e pelo compositor americano, Brian Lee. LE do grupo feminino EXID e Jung Il-hoon do BTOB também participaram na produção do refrão e do rap.

## Desempenho comercial
A'wesome  entrou na 2ª posição do Gaon Album Chart na edição de 31 de julho a 6 de agosto de 2016. Na segunda semana, o EP caiu para a 33ª posição antes de sair do chart na semana seguinte.
O mini-álbum entrou em 12º lugar no Gaon Album Chart para o mês de agosto de 2016 com 9.224 cópias físicas vendidas.
O primeiro single "How's This?" entrou na 5ª posição do Gaon Digital Chart na edição de 31 de julho a 6 de agosto de 2016 com 102.587 downloads vendidos e 2.201.140 streams.

## Lista de músicas
| N.º            | Título                         | Letras                                | Música                          | Arranjo                         | Duração |  |
| 1.             | "U & Me♡"                      | Seo Jaewoo Son Youngjin Hyuna         | Seo Jaewoo Son Youngjin         | Seo Jaewoo Son Youngjin         | 3:27    |  |
| 2.             | "How's This?" (어때?)          | Hyuna Seo Jaewoo Big Sancho           | Seo Jaewoo                      | Seo Jaewoo                      | 3:19    |  |
| 3.             | "Do it!"                       | Seo Jaewoo Big Sancho Brian Lee Hyuna | Seo Jaewoo Big Sancho Brian Lee | Seo Jaewoo Big Sancho Brian Lee | 3:19    |  |
| 4.             | "Morning Glory" (com Qim Isle) | Seonwoo Jeonga                        | Seonwoo Jeonga                  | Seonwoo Jeonga                  | 3:31    |  |
| 5.             | "Freaky" (꼬리쳐)              | Big Sancho Hyuna                      | Big Sancho                      | Seo Jaewoo Big Sancho           | 3:17    |  |
| 6.             | "Wolf" (com Hanhae do Phantom) | Hyuna Hanhae                          | Seo Jaewoo Son Youngjin         | Seo Jaewoo Son Youngjin         | 3:54    |  |
| Duração total: | Duração total:                 | Duração total:                        | Duração total:                  | Duração total:                  | 24:47   |  |

## Charts

### Charts semanais
| Chart (2016)                     | Posição |
| -------------------------------- | ------- |
| Coreia do Sul (Gaon Album Chart) | 2       |

### Charts mensais
| Chart (2016)                     | Posição |
| -------------------------------- | ------- |
| Coreia do Sul (Gaon Album Chart) | 12      |

## Awards and nominations

### Prêmios em programas musicais
| Canção        | Programa            | Data                 |
| ------------- | ------------------- | -------------------- |
| "How's This?" | M! Countdown (Mnet) | 11 de agosto de 2016 |
| "How's This?" | Inkigayo (SBS)      | 14 de agosto de 2016 |